# Montreal Gazette
O Montreal Gazette, anteriormente denominado The Gazette, é o mais antigo e atualmente o único jornal em idioma inglês de circulação diária publicado em Montreal, no  Canadá. Outros três jornais nos mesmos moldes deixaram de circular em momentos diferentes durante a segunda metade do século XX. A província de Quebec, onde se fala oficialmente o francês, conta, contudo, com outros dois jornais em língua inglesa: o tabloide Sherbrooke Record, em Sherbrooke e o semanário Quebec Chronicle-Telegraph, da cidade de Quebec (este último, fundado em 1764).